# The Dawn of Grace
The Dawn of Grace es un álbum de estudio de la banda Sixpence None the Richer, lanzado el 14 de octubre de 2008. El álbum se compone de 10 temas: 8 canciones tradicionales navideñas, entre ellas «Silent Night» ("Noche de paz") y dos canciones navideñas compuestas por la banda. Fue el primer álbum que lanzaron tras cuatro años de separación. El disco alcanzó el puesto nº47 en la lista US Christian album.

## Lista de canciones
1. "Angels We Have Heard on High" — 4:15
2. "The Last Christmas Without You" (Matt Slocum, Steve Hindalong) — 3:12
3. "O Come, O Come, Emmanuel" — 3:06
4. "Silent Night" (con Dan Haseltine de Jars of Clay) — 4:28
5. "Riu Riu Chiu" — 3:06
6. "Carol of the Bells" — 2:24
7. "Christmas Island" — 2:33
8. "[River" (Joni Mitchell) — 3:57
9. "Christmas for Two" (Leigh Nash, Kate York) — 3:09
10. "Some Children See Him" (Alfred Burt) — 4:14